# Integration Bee

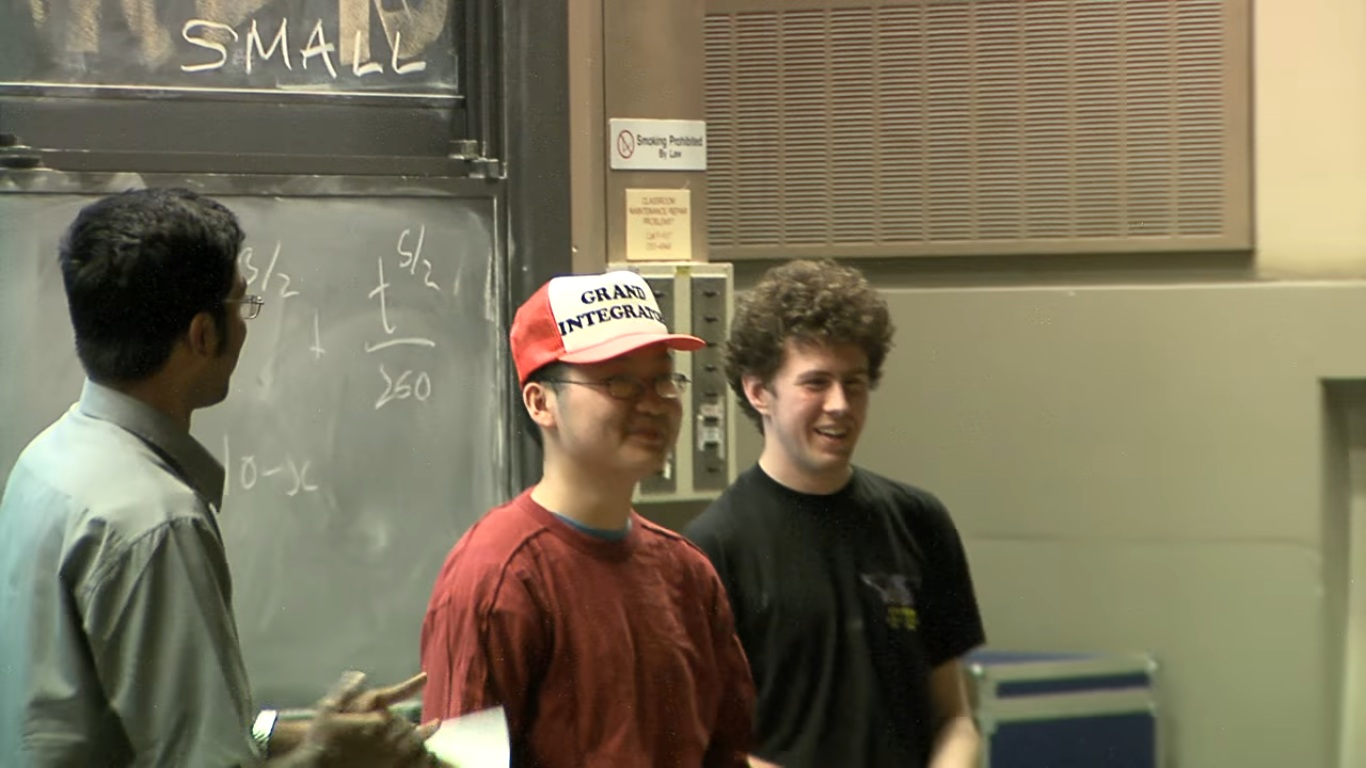
Hai thí sinh trong vòng chung kết của cuộc thi MIT Integration Bee tổ chức vào năm 2006, với người chiến thắng đội chiếc mũ có dòng chữ "Grand Integrator".

Integration Bee là một cuộc thi về chủ đề tích phân được tổ chức thường niên  với lần đầu tiên vào năm 1981 bởi Andy Bernoff - một sinh viên ngành toán học ứng dụng tại Viện Công nghệ Massachusetts (MIT). Các cuộc thi tương tự cũng được tổ chức hàng năm tại nhiều trường đại học và cao đẳng trên toàn nước Mỹ và một vài các quốc gia khác.

## Phương thức tổ chức
Các thí sinh đăng kí tham gia thường phải tham gia một bài thi loại, phần bài thi loại này có phần giống với các giải đấu thể thao - khi mà một thí sinh không thực hiện thành công việc tính toán một tích phân sau một số lần thử nhất định sẽ bị loại. Việc thêm hằng số C ở cuối cho kết quả tích phân thường không được quan tâm, tuy nhiên kết quả cuối cùng phải ở dạng tối giản nhất và trả về biến số ban đầu. Ở một vài viện, ví dụ như chính MIT, các thí sinh phải thực hiện việc tính toán các tích phân trong đề bài trên một bảng đen trước sự theo dõi của khán giả, còn ở một vài nơi khác, ví dụ như Trường Đại học Connecticut, các thí sinh ngồi tại chỗ làm bài thi trên giấy. Các thí sinh tham gia có thể là toàn bộ sinh viên tại viện nơi tổ chức kì thi (ví dụ như MIT hay Đại học California tại Berkeley), hoặc các sinh viên chưa tốt nghiệp (như tại Trường Đại học Connecticut), hay chỉ các sinh viên chưa tốt nghiệp và các học sinh Trung học phổ thông (ví dụ như Trường Đại học Bắc Texas).
Các thí sinh thường đã quen thuộc với các phương pháp tính tích phân thường gặp.
Phần thưởng cho các thí sinh thường là tiền mặt, các phiếu ưu đãi hoặc/và sách.

## Tại Mỹ

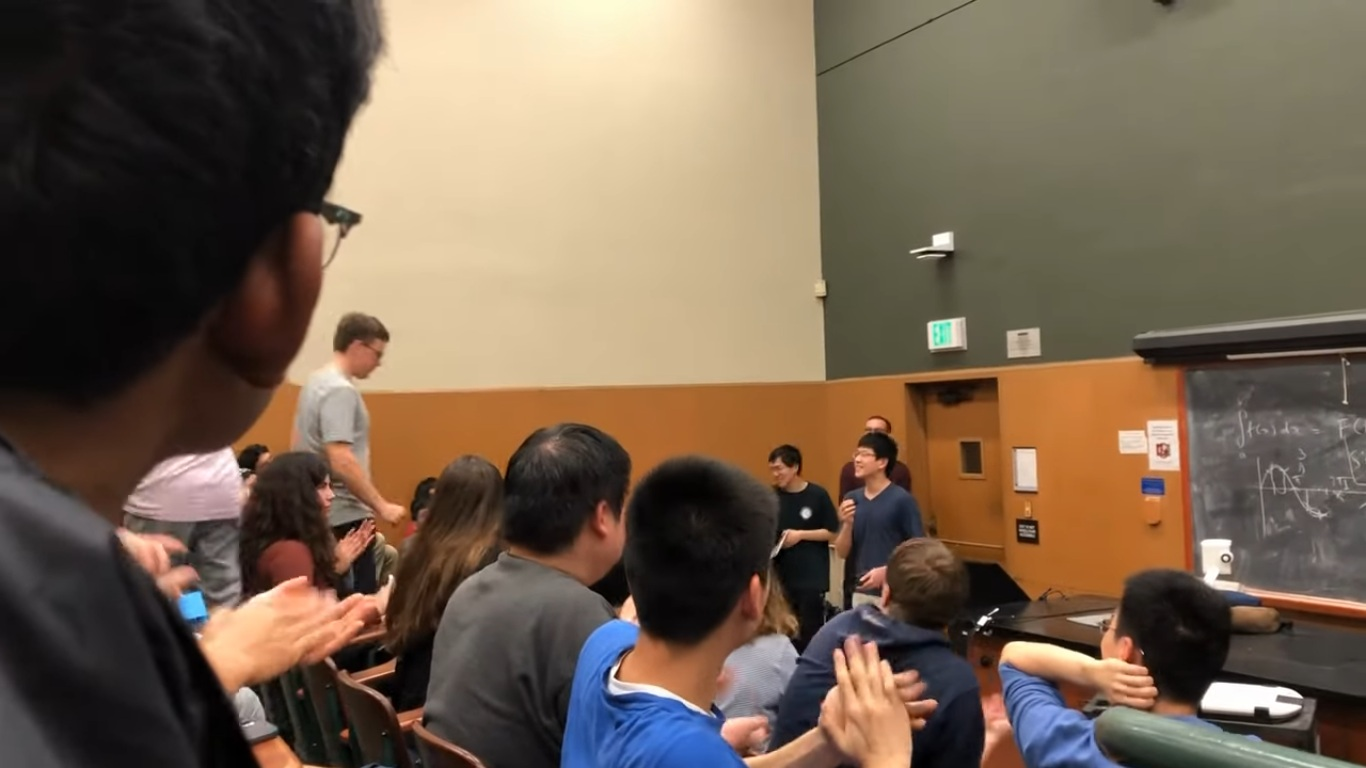
Khán giả và các thí sinh tham gia trong cuộc thi Integration Bee tại Berkeley năm 2020.

Cuộc thi Integration Bee thường được tổ chức tại Viện Công nghệ Massachusetts, với người chiến thắng được tặng một chiếc mũ với dòng chữ "Grand Integrator".
Tới nay, thường thì Integration Bee chỉ được tổ chức ở các trường đại học lớn ở Mỹ, ví dụ như Cao đẳng Connecticut, Trường Đại học Bắc Texas, Đại học California tại Berkeley hay Đại học Brigham Young.

## Cuộc thi ngoài nước Mỹ
Cuộc thi về chủ đề tích phân, tương tự với Integration Bee cũng được tổ chức tại Philippines với tên Integ Bee đã được tổ chức bốn lần tại Đại học Philippines Diliman tại thành phố Quezon và được tài trợ bởi Hiệp hội Vật lý UP (hay UPPA). Cuộc thi này giới hạn thí sinh tham gia là các sinh viên chưa tốt nghiệp các trường đại học trên toàn Philippines. Một sự kiện tương tự cũng được tổ chức vào năm 2014 tại Viện Vật lý Quốc gia Philippines với mục đích thử tốc độ và sự chính xác của các thí sinh, cùng với rèn luyện kĩ năng tích phân. Người chiến thắng nhận phần thưởng trị giá 5 ngàn peso Philippines (khoảng hơn 2 triệu đồng tiền Việt Nam), hai Á quân nhận phần thường một ngàn peso.
Integration Beecũng đã được tổ chức tại Đại học Cambridge, Đại học New South Wales tại Úc, và Viện Giáo dục và Nghiên cứu Khoa học Ấn Độ, Pune. Đối với cuộc thi được tổ chức ở Cambridge, các thí sinh từ những trường đại học khác tại Anh cũng được tham gia, ví dụ như Đại học Oxford, Đại học Durham.